# Бхаратапужа
Бхаратапужа (малаял. ഭാരതപ്പുഴ‍) — река в индийском штате Керала, длиной 209 км, что делает её второй в штате после реки Перияр. Площадь бассейна составляет 6186 км².
Берёт своё начало на склонах Западных Гат на хребте Анамалай на высоте 2250 м и течёт сперва на север, а затем на запад до впадения в Лаккадивское море.
Протекает через округа Палгхат, Триссур и Малаппурам.
Основные притоки включают реки Тхутапужа, Гаятрипужа, Калпатипужа и Каннадипужа.